# Kruzenshtern (velero)
El Krusenshtern (en ruso: Барк «Крузенштерн») , velero de 4 mástiles, es el buque escuela de la Armada de Rusia. Construido en 1926 en los astilleros Joh. C. Tecklenborg en Wesermünde-Bremerhaven, Alemania, bajo el nombre de Padua y cedido a la URSS como reparación de guerra el 12 de enero de 1946 para ser integrado en la Armada Soviética. Fue renombrado en honor al almirante Adam Johann von Krusenstern, quien fue el primer alemán del Báltico al servicio del Imperio ruso en circunnavegar la tierra. Actualmente es el tercer velero más grande del mundo.